# PoeMaRío
El Festival Internacional de Poesía en el Caribe, PoeMaRío, es un evento cultural de carácter gratuito que, desde 2008, se realiza anualmente en la ciudad de Barranquilla, Colombia, así como en diversos municipios del departamento del Atlántico. PoeMaRío surge del juego de voces entre POEsía, MAR Y RÍO de las palabras, elementos que se conjugan en esta ciudad, capital del Departamento del Atlántico. El evento ha contado con la participación de poetas como el cubano Alex Fleites, el iraquí Muhsin Al-Ramli, y los colombianos Martín Txeis y Guillermo Martínez Gonzáles. Los fundadores y organizadores del evento son Yadira Ferrer, Tallulah Flores, Aníbal Tobón y Miguel Iriarte.

## Historia

### Poetas del Mundo en Barranquilla

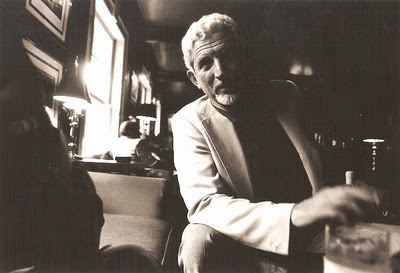
El poeta argentino Francisco Madariaga (1927-2000) participó en 1999 en Poetas del Mundo En Barranquilla.

En 1997, la Biblioteca Piloto del Caribe organizó, en colaboración con el Festival Internacional de Poesía de Medellín, un recital con algunos de los poetas más destacados de este evento con el propósito de dar a conocer en Barranquilla la importancia de este festival. El evento tomó el nombre de Poetas del Mundo en Barranquilla, y fue organizado en el Auditorio Mario Santodomingo de La Aduana. En este primer recital participaron poetas como el congoleño Kama Kamanda, el griego Ersy Sotiropoulo, el australiano Peter Boyle, y los colombianos Alfonso Rodríguez y Tallulah Flores.
Para 1998, Poetas del Mundo en Barranquilla contó con la presencia de Takashi Arima y Juan Ramón Saravia. Al evento, realizado en el foyer del teatro Amira de la Rosa, asistieron más de 200 personas. Al año siguiente el encuentro se realizó en la sala principal del teatro Amira de la Rosa, la cual albergó a más de 400 personas; asistieron en esta ocasión los poetas Kasuko Shiraishi, Francisco Madariaga y Miguel Donoso Pareja.

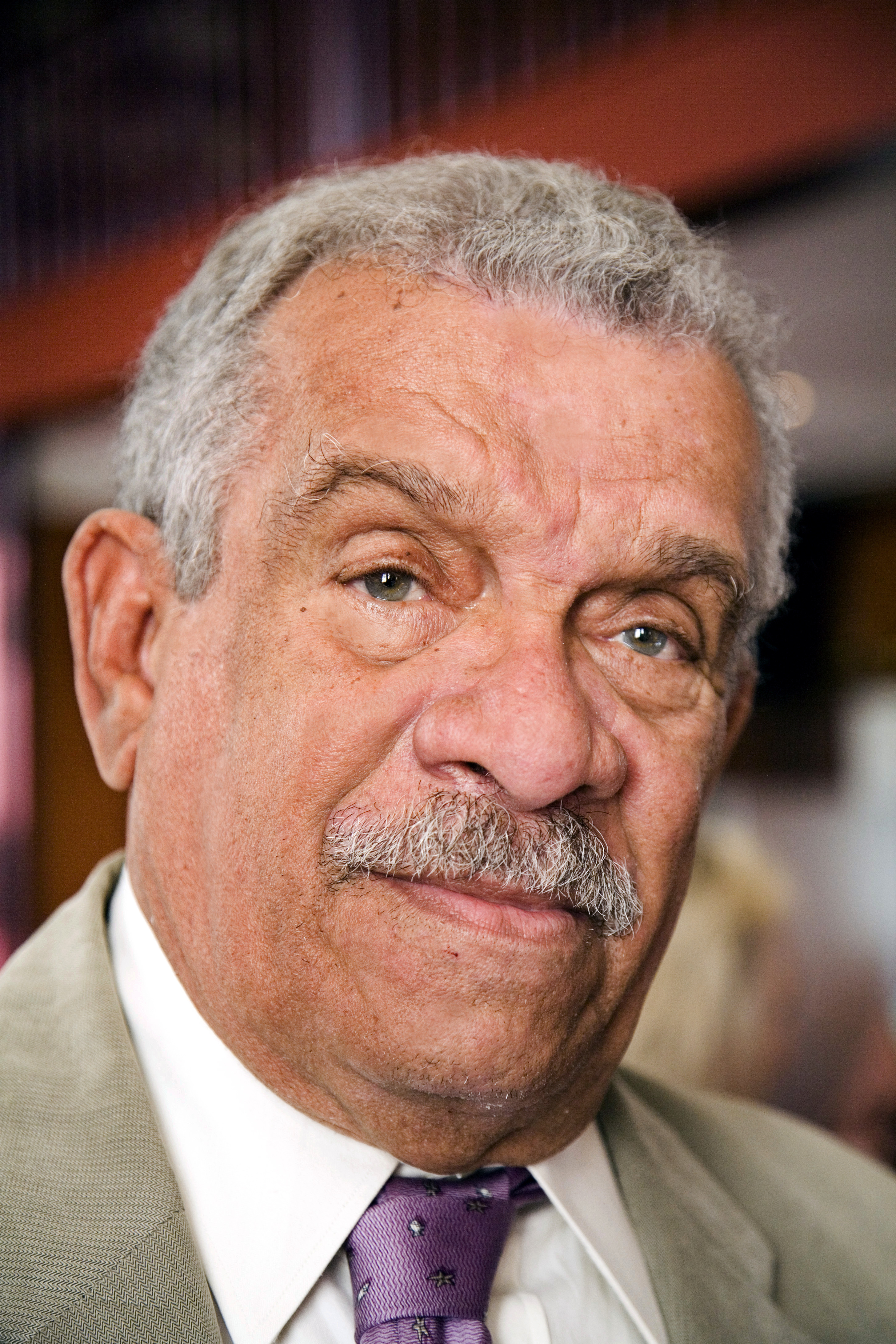
El Premio Nobel de Literatura Derek Walcott (1930), invitado en 2001.

En 2000 fueron 3 los poetas asistentes: en esta ocasión recitaron en La Aduana la italiana Franca Bacchiega, el ecuatoriano Fernando Cazón Vera y el zimbawense Musaemura Zimunyia. Poetas del Mundo en Barranquilla, en su versión de 2001, contó con la presencia de Américo Ferrari, Abbas Baydoun, Dumitru M. Ion, Juan Vicente Piqueras, Marosa Di Giorgio, José Ramón Mercado, y el Premio Nobel de Literatura Derek Walcott. En 2002, y debido al recorte presupuestal que el Ministerio de Cultura le hizo al Festival Internacional de Poesía de Medellín, Poetas del Mundo en Barranquilla contó solamente con la presencia de 2 poetas: Kofi Anyidoho, de Ghana, y el chileno Omar Lara.
En 2003, más de 200 personas apreciaron al poeta egipcio Zein el Abedin Fouad y el puertorriqueño Vicente Rodríguez Nietzsche. El año siguiente no contó con la presencia de poetas del Festival Internacional de Poesía de Medellín. En 2005, en la sala del teatro Amira de la Rosa se apreciaron los recitales de Malak Mustafá, Kostis Gimosoulis y Carlos Osorio Granados. El año siguiente trajo consigo al uruguayo Eduardo Espina, el iraquí Muhsin Al-Ramli, y el nigeriano Toyin Adewale.
El año 2007 fue el último para Poetas del Mundo en Barranquilla, ya que para el año siguiente se realizaría la primera versión de PoeMaRío; en aquella ocasión participaron el lituano Antanas Jonynas y la mexicana Natalia Toledo.

## Festivales

### 2010
La tercera versión de PoeMaRío se realizó del 22 al 26 de septiembre. Asistieron 45 poetas de países como Cuba, Brasil, Perú, México, Guatemala y Colombia, los cuales participaron en 25 eventos tanto en la ciudad de Barranquilla como en los municipios de Puerto Colombia, Soledad, Galapa, Salgar y Baranoa.
El evento inaugural fue en la plaza de La Aduana. Recitaron los poetas colombianos Robinson Quintero Ossa, Joaquín Mattos, Julio Olaciregui, Sonia Truque, Eugenia Sánchez, John Better y Tallulah Flores; los poetas internacionales fueron la brasileña Deth Guerreiros, el peruano Diego Valverde Villena, el guatemalteco Enrique Noriega, el cubano Luis Hernández y la mexicana Regina Swain.
Los diversos eventos de PoeMaRío se realizaron en La Aduana, el Colegio Hebreo Unión, la Biblioteca Piloto Infantil, el Instituto Experimental del Atlántico, la Universidad del Atlántico, el teatro Amira de la Rosa, La Cueva, Comfamiliar, el colegio de bachillerato del barrio Simón Bolívar, la Sociedad de Mejoras Públicas, la Plaza de Salgar y la Casa de Cultura de la Cultura de Galapa.
| País      | Invitados |
| --------- | --- |
| Brasil    | Deth Guerreiros |
| Colombia  | Alexandra Adress, John Better, Piedad Bonnet, Gustavo Burgos, Nena Cantillo, Jairo Castillo, Eliana Díaz, Hugo Donado, Matilde Eljach, Juan Carlos Ensuncho-Bárcena, María Clara Escobar, Tallulah Flores, Esmir Garcés Quiacha, José Luis González, Irina Henríquez, William Jiménez, Luís Mallarino, Annabell Manjarrés, Joaquín Mattos, Winston Morales, Julio Olaciregui, Dankir Ortiz, Enmanuel Pichón, Giovanni Quessep, Robinson Quintero Ossa, Eugenia Sánchez, Manuel Sánchez, Zoila Sotomayor, Danith Urango |
| Cuba      | Luis Hernández |
| Guatemala | Enrique Noriega |
| México    | Regina Swain |
| Perú      | Diego Valverde Villena |

### 2011: Homenaje a Gregorio Castañeda Aragón
En esta ocasión, PoeMaRío se realizó entre el 27 y el 31 de julio. Durante los meses anteriores se hicieron seis eventos preparatorios con el propósito de dar a conocer el festival en la ciudad y el departamento del Atlántico.
El festival contó con la presencia de 40 poetas provenientes de países como Cuba, Ecuador y Venezuela, y de departamentos del país como Atlántico, Magdalena, Cundinamarca, Cauca y Bolívar. La ceremonia de apertura se realizó en el auditorio Mario Santodomingo, en La Aduana, evento al que asistieron más de 100 personas. Los poetas encargados de recitar esa noche fueron Marialuz Albuja, Alex Fleites, Betsimar Sepúlveda, Fernando Denis y Federico Diazgranados. También se presentó un breve documental sobre el poeta de Santa Marta Gregorio Castañeda Aragón. El evento fue dirigido por Miguel Iriarte y Aníbal Tobón.

En Barranquilla se hicieron recitales en La Aduana, el Parque Cultural del Caribe, la Biblioteca Piloto Infantil, el edificio de Bellas Artes de la Universidad del Atlántico, el teatro Amira de la Rosa, la plaza del Paseo de Bolívar, La Cueva, la Biblioteca Popular de La Paz, y el Parque del Sagrado Corazón. El evento también recorrió las poblaciones de Puerto Colombia, Salgar y Usiacurí.
El cierre del evento se realizó en el parque Sagrado Corazón. Además del recital de clausura hubo un recital infantil y la apertura de la Primera Feria del Libro Poético, un evento cuyo propósito es el intercambio de libros de poesía.
| País      | Invitados |
| --------- | --- |
| Colombia  | Santiago Alba, Gustavo Arrieta, Johnny Beleño, Horacio Benavides, Jairo Castillo, Juan Carlos Céspedes, Ela Cuavas, Fernando Denis, Federico Diazgranados, Mayra Díaz, María Clara Escobar, Lucía Estrada, Mónica Gontovnik, José Luis Hereyra, Patricia Iriarte, Pedro Blas Julio, John Junieles, José Manzur, Joaquín Mattos, Guillermo Martínez González, Ruvén Darío Mejía, Nazly Mulford, Iveth Noriega, Vicky Osorio, Dina Luz Pardo, Yhajaira Pinilla, Ana Milena Puerta, Martín Salas, Mery Yolanda Sánchez, Antonio Silvera, Margarita Vélez |
| Cuba      | Alex Fleites |
| Ecuador   | Marialuz Albuja |
| México    | Regina Swain |
| Venezuela | Betsimar Sepúlveda |

## Apoyo y patrocinio
PoeMaRío es un evento que, debido a su gratuidad, funciona a partir del aporte de empresas e instituciones tanto estatales como privadas. En su primera versión PoeMaRío contó con 10 patrocinadores, mientras que en 2011 la cifra aumentó a 14. Instituciones como la Alcaldía de Barranquilla, la Biblioteca Piloto del Caribe y Comfamiliar han estado presentes en todas las versiones de PoeMaRío.

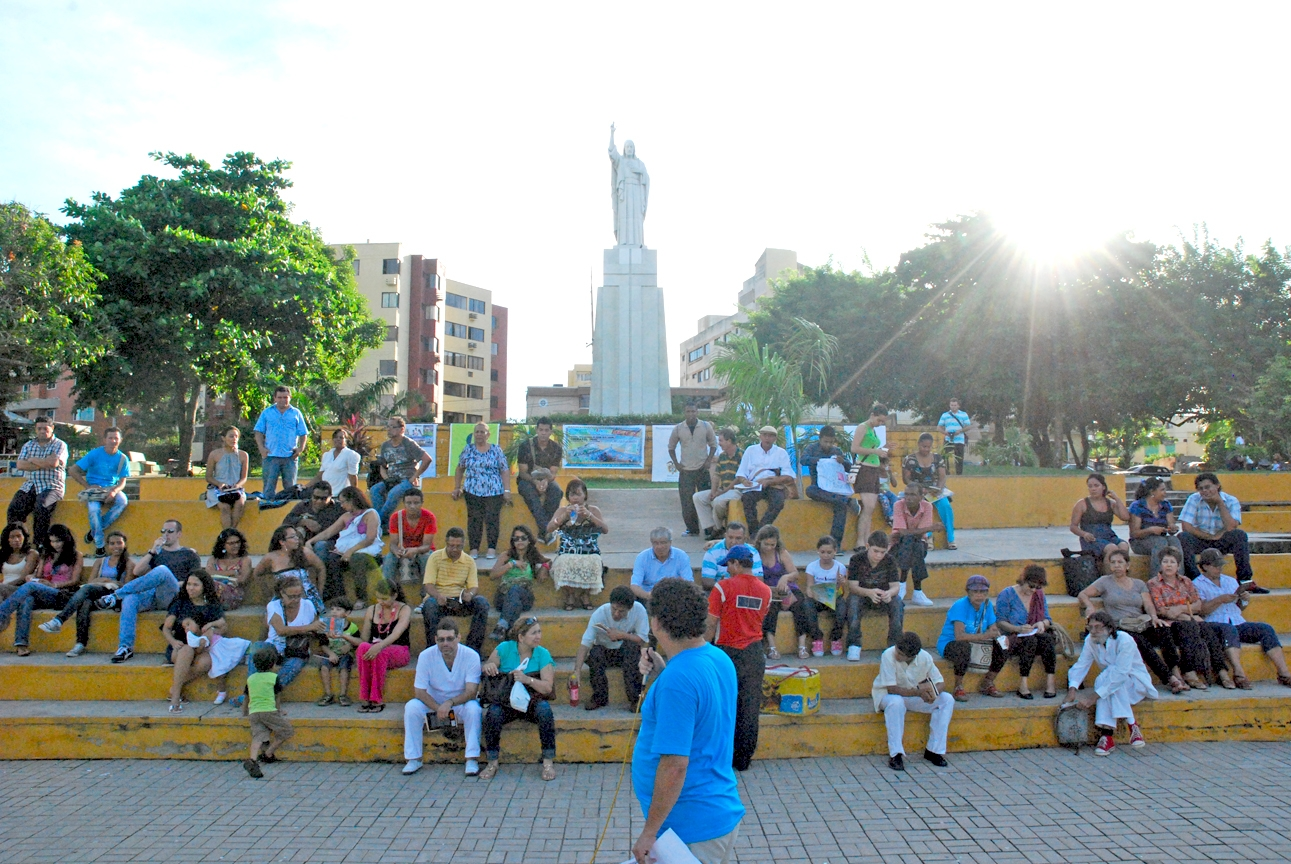
Plaza del parque del Sagrado Corazón, en Barranquilla, espacio donde tradicionalmente se realiza el cierre de PoeMaRío.

| Versión | Instituciones |
| ------- | --- |
| 2008    | Centro Cultural Cayena, Alcaldía de Barranquilla, PRoeDU, Asociación Cecreas, Biblioteca Piloto del Caribe, Gobernación del Atlántico, Aero República, Universidad del Atlántico, Comfamiliar, Promigas                                                                                    |
| 2009    | info 4 |
| 2010    | Alcaldía de Barranquilla, Ministerio de Cultura, Gobernación del Atlántico, Corporación Luis Eduardo Nieto Arteta, Biblioteca Piloto del Caribe, Asociación Cecreas, Argos, Metroparque Mallorquín, Uninorte f.m.estéreo, Comfamiliar, Universidad del Atlántico                           |
| 2011    | Ministerio de Cultura, Gobernación del Atlántico, Alcaldía de Barranquilla, Corporación Luis Eduardo Nieto Arteta, Asociación Cecreas, Biblioteca Piloto del Caribe, Promigas, Comfamiliar, ADN, Transmetro, Argos, Banco de la República, Universidad del Atlántico, Uninorte f.m.estéreo |